# Avro Vulcan
Avro Vulcan (uradno Hawker Siddeley Vulcan je štirimotorni reaktivni strateški bombnik, ki ga je uporablja RAF v letih 1956−1984. Letalo so zasnovali pri podjetju A.V. Roe and Company (Avro), glavna konstruktorja sta bila Roy Chadwick in Stuart Davies. Zgradili so tri V-bombnike:  Vickers Valiant, Handley Page Victor in Avro Vulcan. Pri konstruiranju so uporabljali tehnologijo iz Avro 707.
Prva dobava je bila leta 1956, dobave izboljšanih Vulcan B.2 so sledile leta 1960. B.2 je imel močnejše motorje, večje krilo, ECM, izboljšane elektronske sisteme in možnost oborožitve z raketo Blue Steel. Avro Vulcan je bil najpomembnejši britanski jedrski strateški bombnik, je pa nosil tudi konvencionalne bombe, npr. v Vojni na Falklandih.
Vulcan ni imel orožja za samoobrambo, zanašal se je na visokohitrostne lete na visoki višini. Zgradili so tudi verzijo K.2 leteči tanker, za prečrpavanje goriva v zraku.

## Tehnične specifikacije (ulcan B.1)
Podatki iz Polmar, Laming
Splošne karakteristike
- Posadka: 5 (pilot, kopilot, AEO, dva navigatorja)
- Dolžina: 97 ft 1 in (29,59 m)
- Razpon kril: 99 ft 5 in (30,3 m)
- Višina: 26 ft 6 in (8,0 m)
- Površina kril: 3 554 ft² (330,2 m²)
- Teža praznega letala: 83 573 lb (37 144 kg)
- Maks. vzletna teža: 170 000 lb (77 111 kg)
- Pogon letala: 4 × Bristol Olympus 101 ali 102 ali 104 turbojet, 11 000 lbf (49 kN) vsak

 Zmogljivost 
- Maks. hitrost: Mach 0,96 (645 mph ( 1038,03km/h)) na višini
- Potovalna hitrost: Mach 0,86 (567 mph (912 km/h)) at 45 000 ft
- Doseg: 2 607 mi (4 171 km)
- Višina leta: 55 000 ft (17 000 m)
- Razmerje potisk/teža: 0,31

Oborožitev

- 21 × 1 000 funtov (454 kg) prostopadajočih bomb
- 1 x Blue Danube jedrska prostopadajoča bomba
- 1 x Violet Club 400 kt jedrska prostopadajoča bomba
- 1 x U.S. Mark 5 jedrska prostopadajoča bomba
- 1 x Yellow Sun Mk.1 400 kt jedrska prostopadajoča bomba
- 1 x Yellow Sun Mk 2 1.1 Mt termojedrska bomba
- 1 x Red Beard jedrska prostopadajoča bomba

### Primerjava različic
|                        | B.1                                           | B.1A                                                        | B.2                                                         | B.2 (MRR)                                                   | K.2                                                         |
| ---------------------- | --------------------------------------------- | ----------------------------------------------------------- | ----------------------------------------------------------- | ----------------------------------------------------------- | ----------------------------------------------------------- |
| Razpon kril            | 99 ft 5 in (30,30 m)                          | 99 ft 5 in (30,30 m)                                        | 111 ft 0 in (33,83 m)                                       | 111 ft 0 in (33,83 m)                                       | 111 ft 0 in (33,83 m)                                       |
| Dolžina                | 97 ft 1 in (29,59 m)                          | 105 ft 6 in (32,16 m) [99 ft 11 in (30,45 m) without probe] | 105 ft 6 in (32,16 m) [99 ft 11 in (30,45 m) without probe] | 105 ft 6 in (32,16 m) [99 ft 11 in (30,45 m) without probe] | 105 ft 6 in (32,16 m) [99 ft 11 in (30,45 m) without probe] |
| Višina                 | 26 ft 6 in (8,08 m)                           | 26 ft 6 in (8,08 m)                                         | 27 ft 1 in (8,26 m)                                         | 27 ft 1 in (8,26 m)                                         | 27 ft 1 in (8,26 m)                                         |
| Površina kril          | 3.554 sq ft (330,2 m2)                        | 3.554 sq ft (330,2 m2)                                      | 3.964 sq ft (368,3 m2)                                      | 3.964 sq ft (368,3 m2)                                      | 3.964 sq ft (368,3 m2)                                      |
| Maks. vzletna teža     | 167.000 lb (76.000 kg) 185.000 lb (84.000 kg) | 167.000 lb (76.000 kg) 185.000 lb (84.000 kg)               | 204.000 lb (93.000 kg)                                      | 204.000 lb (93.000 kg)                                      | 204.000 lb (93.000 kg)                                      |
| Potovalna hitrost      | Mach .86 indicated                            | Mach .86 indicated                                          | Mach .86 indicated                                          | Mach .86 indicated                                          | Mach .86 indicated                                          |
| Maks. hitrost          | Mach ,95                                      | Mach ,95                                                    | Mach .93 (Mach ,92)                                         | Mach .93                                                    | ?                                                           |
| Višina leta (servisna= | 55.000 ft (17.000 m)                          | 55.000 ft (17.000 m)                                        | 45.000 ft (14.000 m) to 56.000 ft (17.000 m)                | 45.000 ft (14.000 m) to 56.000 ft (17.000 m)                | 45.000 ft (14.000 m) to 56.000 ft (17.000 m)                |
| Električni sistemi     | 112V enosmerni tok                            | 112V enosmerni tok                                          | 200V izmenični tok, trifazni 400 HZ                         | 200V izmenični tok, trifazni 400 HZ                         | 200V izmenični tok, trifazni 400 HZ                         |
| Motorji                | 4 × Bristol Olympus 101, 102 or 104           | 4 × Bristol Olympus 104                                     | 4 × Bristol Siddeley Olympus 200-serije, 301                | 4 × Bristol Siddeley Olympus 200-serije                     | 4 × Bristol Siddeley Olympus 200-serije                     |
| Kapaciteta goriva      | 9 280 gal (74 240 lb kerozin)                 | 9 280 gal (74 240 lb kerozin)                               | 9 260 gal (74,080 lb kerozin)                               | 9 260 gal (74,080 lb kerozin)                               | 9 260 gal (74,080 lb kerozin)                               |
| None                   |                                               |                                                             |                                                             |                                                             |                                                             |

Note